# Мораис Камисан, Карлос де
Карлос де Мораис Камисан (исп. Carlos de Morais Camisão; 8 мая 1821, Рио-де-Жанейро — 29 мая 1867, Жардин, Бразильская империя) — бразильский полковник времён Парагвайской войны, герой Отступления из Лагуны.

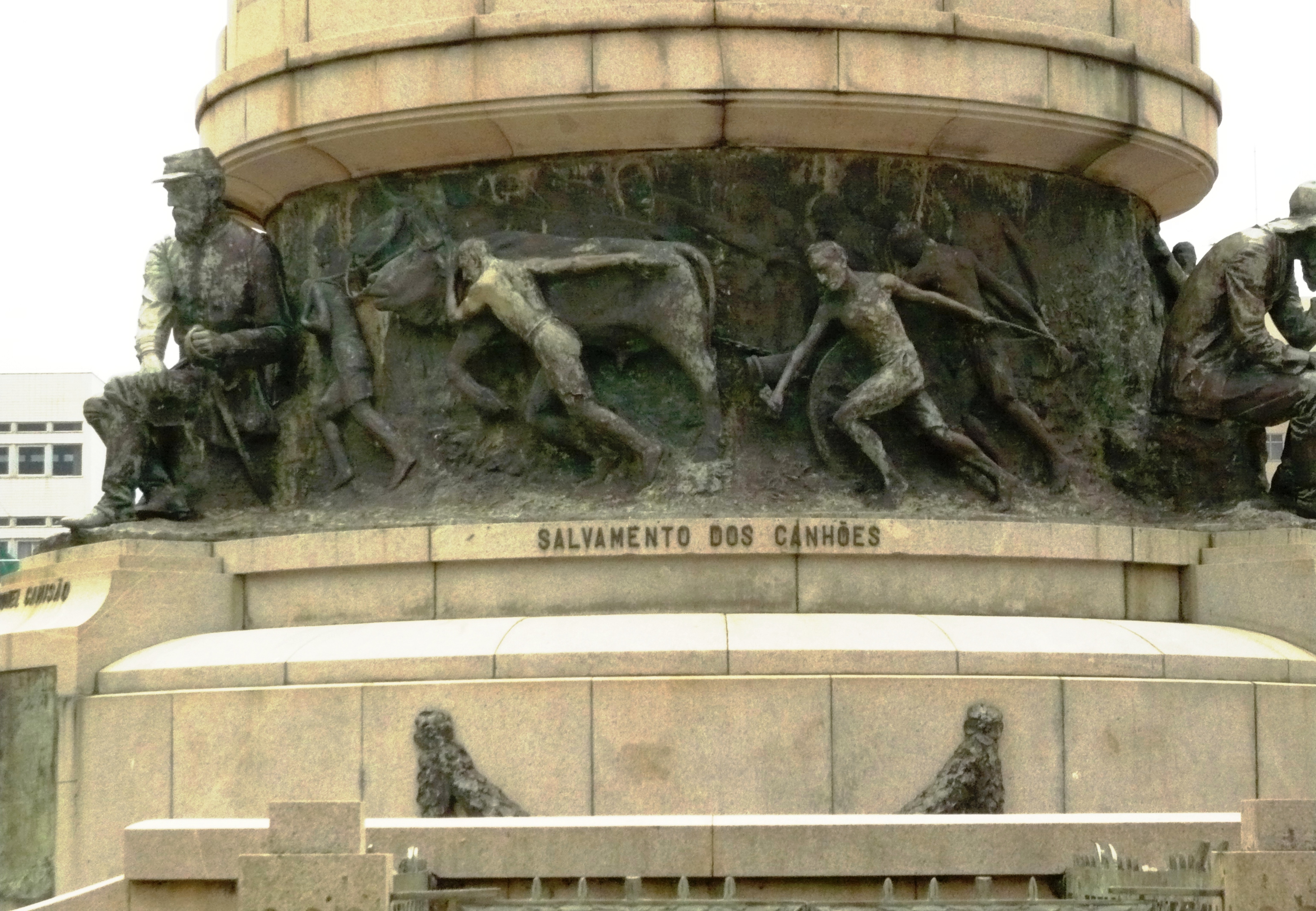
Карлос де Мораис (слева) на Памятнике героям Отступления из Лагуны

## Биография
Поступил на службу в инженерный корпус в 1839 году.
2 Декабря 1839 года он был повышен до звания лейтенанта.
4 Октября 1842 года получил звание старшего лейтенанта за нападение на Санта-Лузию.
С 21 января 1849 года стал Кавалером Ордена Христа.
С 16 марта 1849 Кавалер Ордена Розы
27 Августа 1849 года был повышен  до звания капитана.
2 Декабря 1854 года он получил звание майора.
10 июля 1860 стал Кавалером Ависского ордена
2 Декабря 1861 года он был повышен до лейтенант-полковника.
22 Января 1866 года был повышен до полковника.
Умер в 1867 году от холеры.

## Память
- 9-й Инженерный батальон бразильской армии был переименован в «Батальон Карлоса Камисана» (порт. Batalhão Carlos Camisão).[3]
- В честь Камисана была названа армейская футбольная команда: «ECCC» (порт. Esporte Clube Carlos Camisão)
- Статуя полковника Камисана была помещена на Памятнике героям Отступления из Лагуны в Рио-де-Жанейро.[4]
- В городе Пираи, Государственному колледжу было присвоено имя Карлоса Камисана
- Также его именем названы улицы в таких городах как: Рио-де-Жанейро, Сан-Паулу, Белу-Оризонти, Кампу-Гранди, Кашиас-ду-Сул, Лондрина, Каразинью, Сан-Каэтану-ду-Сул, Пасу-Фунду и Порту-Алегри.